# Hayyal, Sedam
Hayyal là một làng thuộc tehsil Sedam, huyện Gulbarga, bang Karnataka, Ấn Độ.